# Lycodon fausti
Lycodon fausti là một loài rắn trong họ Rắn nước. Loài này được Gaulke mô tả khoa học đầu tiên năm 2002.